# Vestmannaeyjar

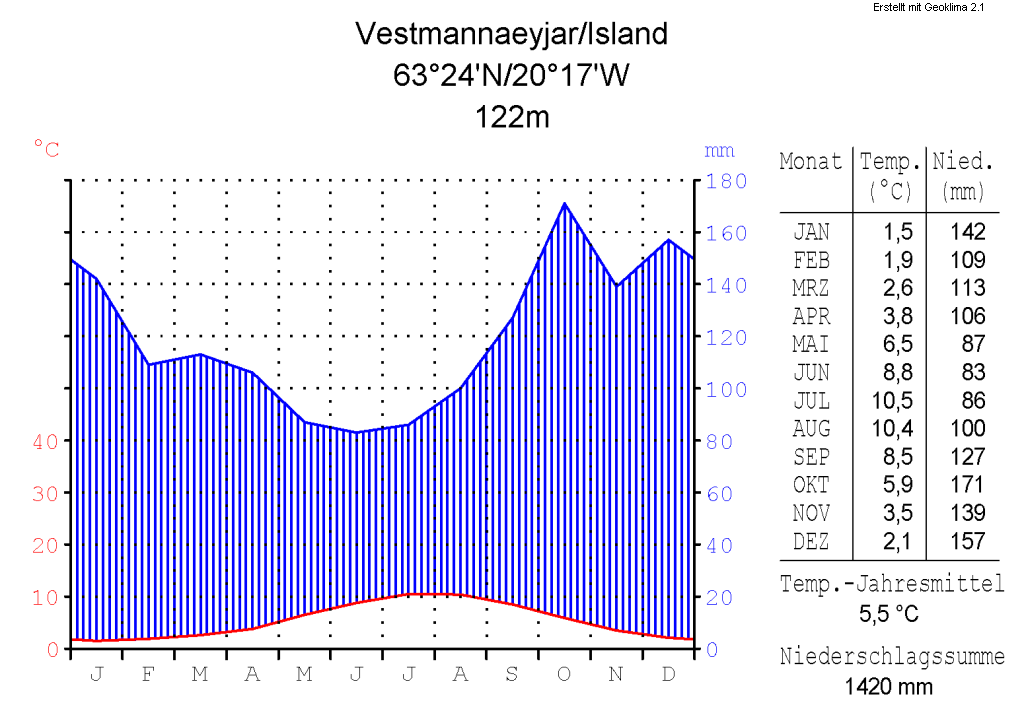
Diagrama climático de Vestmannaeyjar.

Vestmannaeyjar (em islandês;  PRONÚNCIA) é um núcleo urbano e município da Islândia.                                                                                                             Está localizado na ilha Heimaey, pertencente ao arquipélago vulcânico de Vestmannaeyjar (composto por 15 ilhas, 30 ilhéus e cerca de 30 grandes rochedos emergindo do mar), situado no Oceano Atlântico, a uns 7 km abaixo da costa sul da Islândia. 

Apenas a maior ilha, Heimaey ([ˈhɛi̯maɛi̯]), é habitada, formando um município com 4 444 habitantes (2024). O extremo sul do arquipélago localiza-se na ilha de Surtsey, formada por uma erupção que ocorreu entre 1963 e 1967. Apesar da alta latitude, o clima é temperado pelo oceano, permitindo uma temperatura média de 5,5 ºC, com um mínimo de 1,5 °C em janeiro e 10,5 °C em julho, e uma precipitação total média anual de 1420 mm. 
A economia das ilhas assenta na pesca, sendo uma das regiões com maior rendimento per capita da Islândia.

## Geografia
As principais ilhas do arquipélago são:
- Heimaey (13,4 km²)
- Surtsey (1,9 km²)
- Elliðaey (0,45 km²)
- Bjarnarey (0,32 km²)
- Álsey (0,25 km²)
- Suðurey (0,20 km²)
- Brandur (0,1 km²)
- Hellisey (0,1 km²)
- Súlnasker (0,03 km²)
- Geldungur (0,02 km²)
- Geirfuglasker (0,02 km²)
- Smáeyjar, ou pequenas ilhas, designa os ilhéus de Hani, Hæna e Hrauney e o rochedo de Grasleysa.

Surtsey marca o extremo sul do arquipélago e Elliðaey o extremo norte. Surtsey é também o território mais meridional da Islândia e a ilha mais jovem do Oceano Atlântico, formada em 1963.
O clima das ilhas é oceânico, mas marcado pela alta latitude das ilhas. Nos meses mais frios, Janeiro e Fevereiro, a temperatura média do ar ronda os 1,5 °C, subindo em Julho e Agosto para os 10,5 °C. A média anual fica-se pelos 5,5 °C, sendo -14 °C e +19 °C os valores extremos observados. As ilhas são pluviosas, com uma precipitação média de 1400 mm/ano, na maior parte sob a forma de neve, distribuindo-se em média por 240 dias por ano com pelo menos 0,1 mm de precipitação. As tempestades são violentas e frequentes.
As ilhas abrigam a maior colónia mundial de papagaios-do-mar, uma espécie protegida que apenas pode ser caçada um dia em cada ano utilizando técnicas tradicionais de caça com fio que requerem a descida, à corda, das falésias das ilhas.
A ilha de Heimaey é servida pelo aeródromo de Vestmannaeyjar (Vestmannaeyjaflugvöllur em islandês, IATA: VEY, ICAO: BIVM), um pequeno aeroporto com duas pistas cruzando-se em ângulo recto para permitir a operação com vento forte de qualquer direcção, tendo ligações regulares a Reykjavik. Existem ligações regulares por ferry entre os portos de Heimaey e Þorlákshöfn.

## História
O nome do arquipélago deriva da palavra islandesa Vestmenn, literalmente homens do oeste, designação que os viquingues Norse-Gael dava aos habitantes da Irlanda. O nome das ilhas parece resultar de um incidente que terá ocorrido pouco depois da chegada de Ingólfur Arnarson à Islândia, quando um grupo de prisioneiros irlandeses, reduzidos à escravidão pelos viquingues e trazidos para a ilha, se revoltaram e mataram Hjörleifur Arnarson, o irmão de Ingólfur que os tinha trazido para o sul da Islândia. Os escravos procuraram refúgio nas ilhas, mas foram encontrados e mortos pelos Viquingues, no processo dando o nome ao pequeno arquipélago.
As ilhas passaram a ser habitadas a partir do ano 870, o que é atestado por datações de Carbono 14 feitas a restos vegetais encontrados em Heimaey.
No ano de 1627 as ilhas foram atacadas por piratas argelinos, os piratas da Barbária, que a 17 de julho daquele ano tomaram a povoação e mataram muitos dos habitantes, levando a maioria dos restantes, cerca de 300 pessoas, como prisioneiros para serem vendidos como escravos no norte de África, onde a maioria faleceu sem ser resgatada. Nessa mesma altura os mesmos piratas ocuparam a costa islandesa frente às ilhas. O incidente prova a distância a que os piratas mouros actuavam em relação às suas bases na actual Argélia.
As características vulcânicas das ilhas estiveram bem patentes ao longo da sua história, com a ocorrência de diversas erupções. As maiores erupções do século XX ocorreram entre 1963 e 1967, dando origem à ilha de Surtsey, o ponto mais meridional da Islândia, e em Janeiro de 1973, quando a erupção do Eldfell, um vulcão sobranceiro à povoação de Heimaey formou um cone vulcânico de 220 m de altura no lugar de um antigo prado, forçando a evacuação dos então quase 5000 habitantes da ilha. Felizmente uma tempestade tinha forçada a frota de pesca a procurar refúgio no porto, o que permitiu a rápida evacuação da ilha, não se registando acidentes pessoais. As casas que ficaram soterradas constituem agora, parcialmente escavadas e musealizadas, a Pompei Norðursins (a Pompeia do Norte), uma das principais atracções turísticas da ilha.
Entre 1998 e 2003 as ilhas albergaram a orca Keiko, a baleia que fora a estrela do filme Free Willy.
As ilhas ganharam fama nacional e internacional com o festival anual "Þjóðhátíð", que no primeiro fim-de-semana de Agosto atrai a Heimaey boa parte da juventude islandesa. O festival foi originalmente concebido como a resposta dos habitantes das ilhas à impossibilidade de participarem nos festejos do 1000.º aniversário do povoamento da Islândia, organizando a sua própria celebração. O nome "Þjóðhátíð" significa "festival nacional", mas durante as primeiras sete décadas de realização foi um festival familiar, destinado aos habitantes locais, apenas ganhando relevância nacional nas últimas décadas do século passado, assumindo-se como um rito de passagem para os jovens islandeses, envolvendo um grande consumo de álcool.
O actual presidente do município de Vestmannaeyjar é Elliði Vignisson.

## Desporto
A cidade é sede do clube: 

- Íþróttabandalag Vestmannaeyja (futebol; mais conhecido como ÍB Vestmannaeyja)

## Galeria

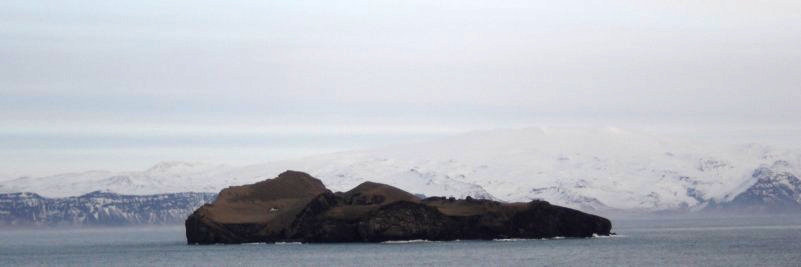
A ilha Elliðaey
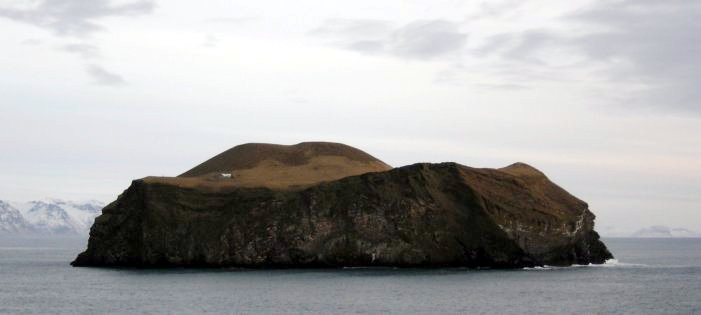
A ilha Bjarnarey
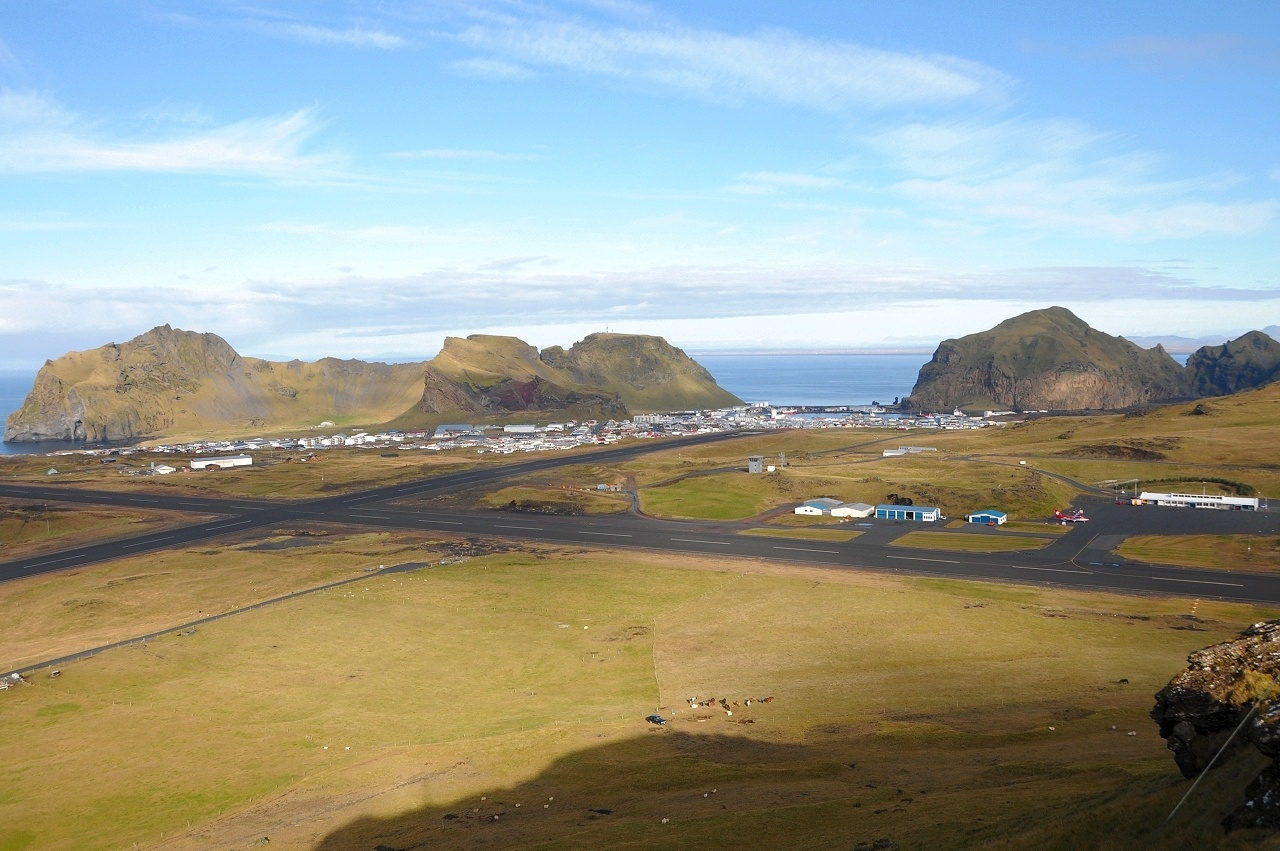
O aeroporto de Vestmannaeyjar
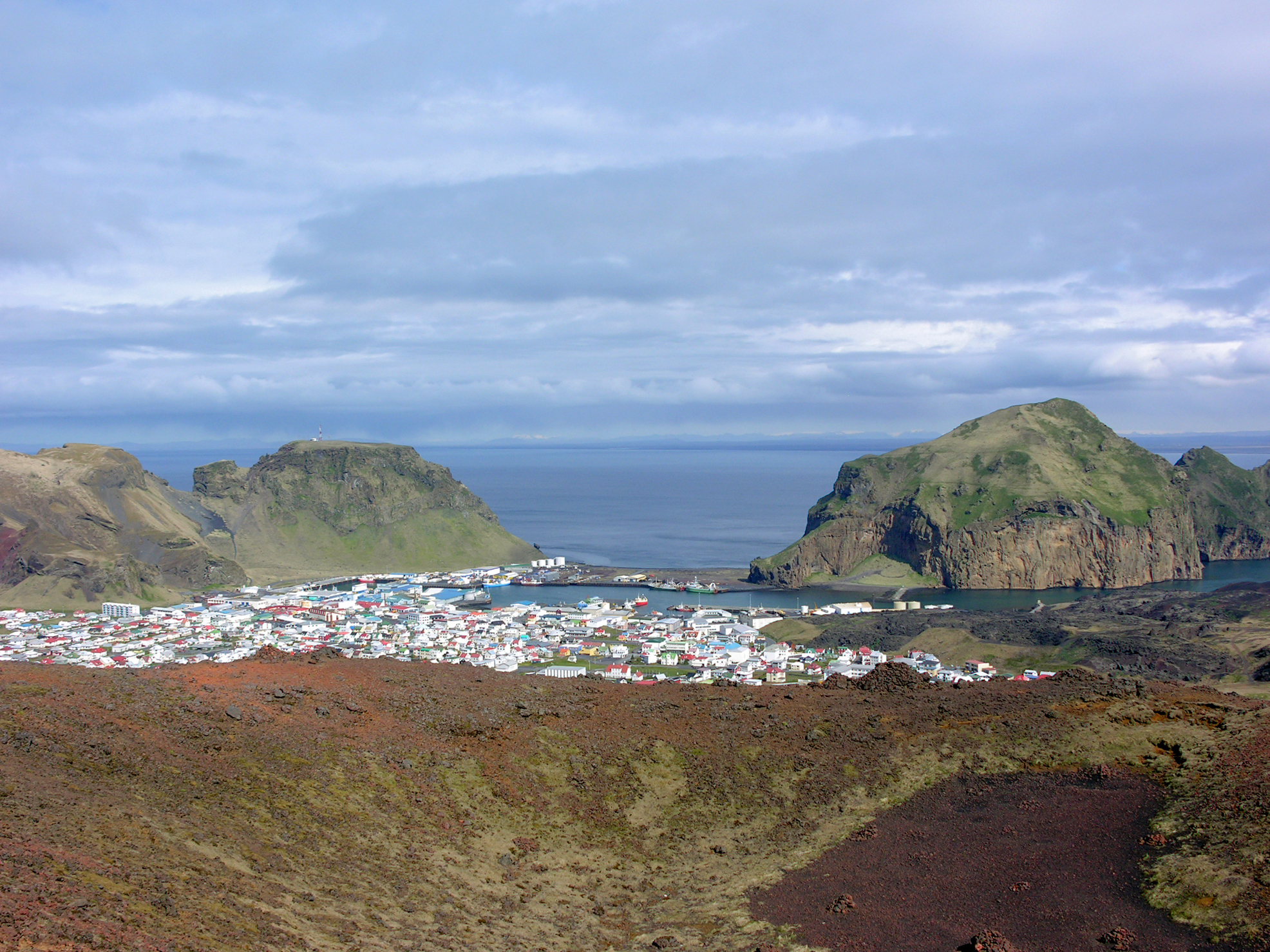
A ilha de Heimaey
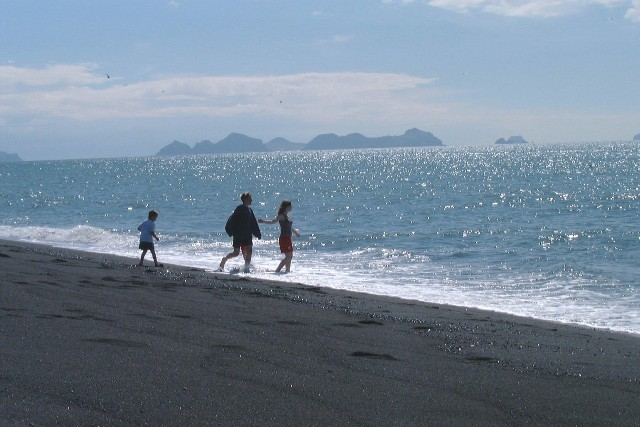
As ilhas Vestmannaeyjar, vistas do Sul da Islândia
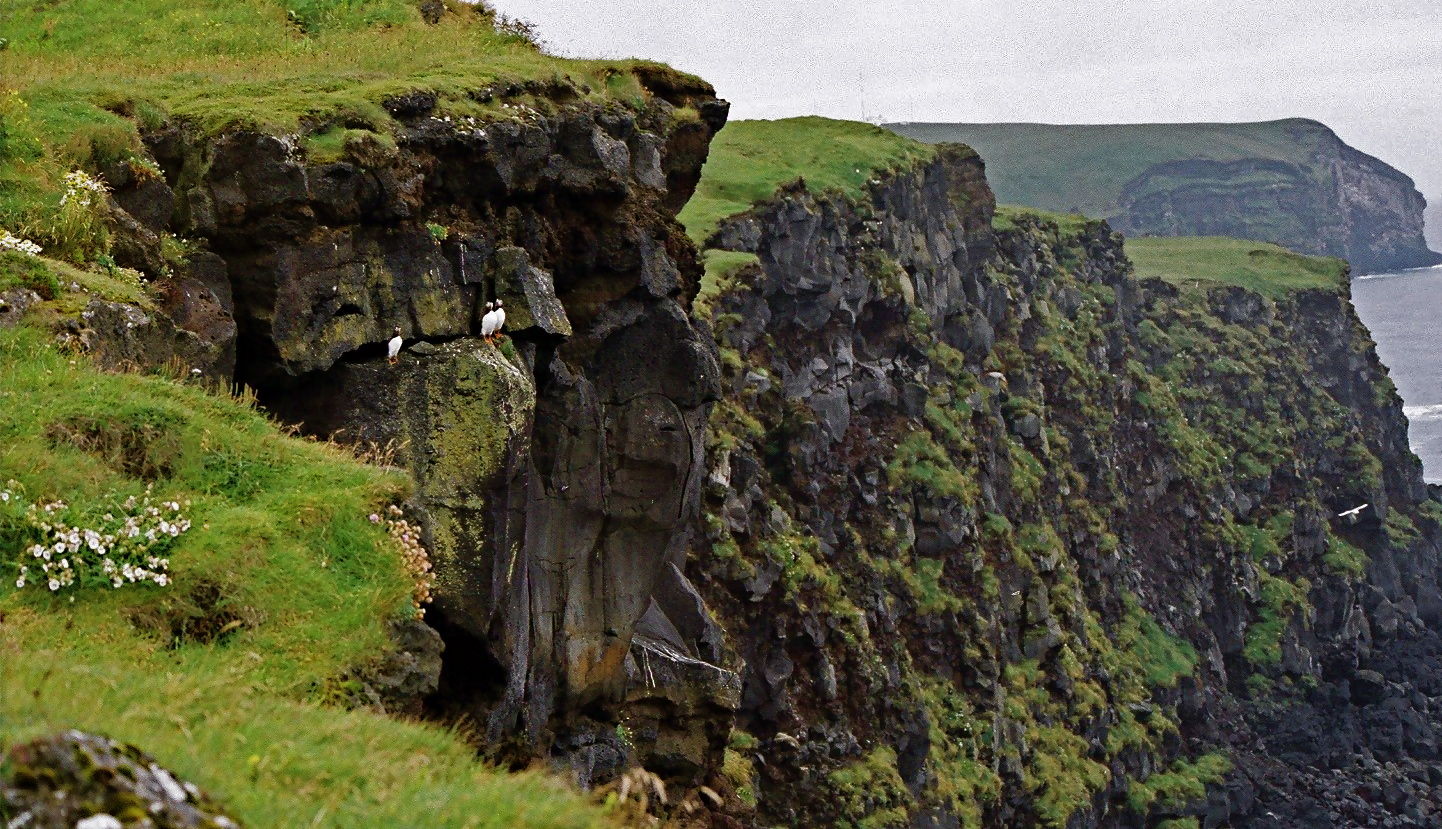
Falésias das ilhas